# Карсон (Калифорния)
Ка́рсон (англ. Carson) — город в округе Лос-Анджелес, штат Калифорния. Статус города получен 20 февраля 1968 года. Карсон расположен в 21 километре к югу от центра Лос-Анджелеса и является его пригородом. Карсон является самым молодым муниципалитетом в Саут-Бее, районе Большого Лос-Анджелеса.

## История
В 2015 году город был награждён премией All-America City Award (с англ. — «Всеамериканский город») присуждаемой Национальной гражданской лигой, которую неофициально называют «Нобелевской премией за конструктивное гражданство» и которая выдается за активную гражданскую позицию жителей некорпоративных сообществ Соединённых Штатов в жизни местного самоуправления.

## География
Карсон расположен в 21 километре к югу от центра Лос-Анджелеса. Общая площадь города равняется 49,12 км², из которых 48,80 % км² (99,35 %) составляет суша и 0,32 % км² (0,65 %) — вода. Высота центра населенного пункта — 8,2 метра над уровнем моря. Город расположен в районе Саут-Бей, являющимся частью Большого Лос-Анджелеса. Карсон граничит с Уэст-Комптоном на севере, с Комптоном на северо-востоке, с Лонг-Бичем на востоке, с Лос-Анджелесом на юге и западе и с Уэст-Карсоном на западе.

## Демография
| Год переписи | Нас.  |  | %±    |
| ------------ | ----- |  | ----- |
| 1960         | 38059 |  | —     |
| 1970         | 71150 |  | 86,9% |
| 1980         | 81221 |  | 14,2% |
| 1990         | 83995 |  | 3,4%  |
| 2000         | 89730 |  | 6,8%  |

По данным переписи 2000 года, население Карсона составляет 89 730 человек, 24 648 домохозяйств и 20 236 семей, проживающих в городе. Плотность населения равняется 1 838,9 чел/км². В городе 25 337 единиц жилья со средней плотностью 519,2 ед/км². Расовый состав города включает 25,69 % белых, 25,41 % чёрных или афроамериканцев, 0,56 % коренных американцев, 22,27 % азиатов, 2,99 % выходцев с тихоокеанских островов, 17,98 % представителей других рас и 5,09 % представителей двух и более рас. 34,92 % из всех рас — латиноамериканцы.
Из 24 648 домохозяйств 39,2 % имеют детей в возрасте до 18 лет, 58,7 % являются супружескими парами, проживающими вместе, 17,2 % являются женщинами, проживающими без мужей, а 17,9 % не имеют семьи. 14,2 % всех домохозяйств состоят из отдельных лиц, в 5,9 % домохозяйств проживают одинокие люди в возрасте 65 лет и старше. Средний размер домохозяйства составил 3,59, а средний размер семьи — 3,92.
В городе проживает 28,4 % населения в возрасте до 18 лет, 9,9 % от 18 до 24 лет, 28,5 % от 25 до 44 лет, 22,5 % от 45 до 64 лет, и 10,7 % в возрасте 65 лет и старше. Средний возраст населения — 34 года. На каждые 100 женщин приходится 93,3 мужчин. На каждые 100 женщин в возрасте 18 лет и старше приходится 89,4 мужчин.
Средний доход на домашнее хозяйство составил $60 457, а средний доход на семью $66 468. Мужчины имеют средний доход в $33 579 против $31 110 у женщин. Доход на душу населения равен $17 107. Около 7,2 % семей и 9,3 % всего населения имеют доход ниже прожиточного уровня, в том числе 10,9 % из них моложе 18 лет и 8,6 % от 65 лет и старше.

## Спорт
В городе базируется профессиональная футбольная команда на стадионе «Дигнити Хелс Спортс Парк» в Карсоне:
| Клуб                 | Лига | Стадион                    |
| -------------------- | ---- | -------------------------- |
| Лос-Анджелес Гэлакси | MLS  | «Дигнити Хелс Спортс Парк» |